# Les Enfants de l'esprit
Ne doit pas être confondu avec Enfant de l'esprit.
Les Enfants de l'esprit (titre original : The Children of the Mind) est un roman de science-fiction de l'écrivain américain Orson Scott Card, publié en 1996.
Il s’agit du quatrième livre du Cycle d'Ender, précédé par Xénocide et suivi par Une guerre de dons.

## Résumé
Le récit comprend 17 chapitres et une postface.
Les Pequeninos, la Reine des Doryphores et les humains de Lusitania sont menacés par l'arrivée de la flotte stellaire qui compte utiliser un désintégrateur moléculaire, pour préserver le restant de l'espèce humaine du terrible virus de la Descolada. Seule Jane, l'intelligence artificielle alliée d'Ender, autre espèce intelligente, est capable de les sauver, mais son action risque d'être contrée par le Congrès interstellaire.
Quant à Ender lui-même, il doit affronter ses pires démons, ceux qui se sont accumulés depuis le début de la série, en commençant par la réapparition d'un clone de son maléfique grand frère, Peter, et de sa sœur, Val. Il devra maintenir toute son attention pour que les enfants nés de son esprit - Peter et Val - puissent mener à bien leurs quêtes respectives : la recherche d'un puissant leader d'opinion susceptible d'influer sur la décision du Congrès, et l'exploration de planètes colonisables pour préparer l'exode des espèces menacées.

## Commentaire
Si La Stratégie Ender était basée sur Ender lui-même, La Voix des morts sur les Pequeninos et les Doryphores, et Xénocide sur la religion, ce dernier volume repose sur l'origine de l'homme et de l'univers.

## Le Cycle d'Ender
- La Stratégie Ender
- La Voix des morts
- Xénocide
- Les Enfants de l'esprit
- Une guerre de dons
- Ender : L'Exil